# Роджър Крейг Смит
Роджър Крейг Смит (на английски: Roger Craig Smith) (роден на 11 август 1975 г.) е американски озвучаващ актьор. Известен е с озвучаването на Крис Редфийлд в поредицата Resident Evil, Ецио Аудиторе да Фиренце в Assassin's Creed, Капитан Америка в няколко сериала и Батман в Batman: Arkham Origins, но най-известен е с озвучаването на Sonic.